# Vụ cướp ngân hàng Tiflis 1907
Vụ cướp ngân hàng Tiflis 1907, cũng gọi là Sung công quảng trường Erivan, là một vụ cướp có vũ trang vào ngày 26 tháng 6 năm 1907[a] ở thành phố Tiflis, tỉnh Tiflis, thuộc Phó vương quốc Kavkaz trong Đế quốc Nga (nay là thủ đô Tbilisi thuộc Gruzia). Một lô tiền mặt ngân hàng đã bị cướp bởi một nhóm Bolshevik nhằm tài trợ cho các hoạt động cách mạng của họ. Những tên cướp đã tấn công một cỗ xe ngựa stagecoach bằng lựu đạn và súng tại Quảng trường Erivansky (nay là Quảng trường Tự do) giữa bưu cục và chi nhánh Tiflis trực thuộc Ngân hàng Nhà nước Đế quốc Nga. Theo các tài liệu lưu trữ chính thức, vụ tấn công đã khiến 40 người thiệt mạng và 50 người bị thương. Những kẻ cướp đã trốn thoát thành công với 241.000 rúp trong tay.

## Chuẩn bị
Trước thềm Đại hội Đảng lần thứ 5, các thành viên Bolshevik đã họp bàn tại Berlin vào tháng 4 năm 1907, về việc thực hiện một vụ cướp để có tiền mua vũ khí. Những người tham dự cuộc họp này có Lenin, Stalin, Krasin, Bogdanov và Litvinov. Họ đồng thuận rằng Stalin, khi đó được biết với nom de guerre Koba,[b] và Ter-Petrosian người Armenia với biệt danh là Kamo, sẽ vạch kế hoạch cướp ngân hàng Tiflis.
Stalin, bấy giờ 29 tuổi, đang sống cùng người vợ Ekaterina và con trai sơ sinh Yakov tại Tiflis, đã có nhiều kinh nghiệm trong việc tổ chức các phi vụ trộm cướp. Kamo, trẻ hơn Stalin 4 tuổi, khét tiếng là tàn nhẫn; về sau phạm tội moi tim một người đàn ông. Tại thời điểm lên kế hoạch, Kamo chủ trì một băng nhóm tội phạm có tên là "Trang phục". Stalin đặt biệt danh cho Kamo là "bậc thầy cải trang", còn Lenin gọi Kamo là "kẻ cướp người Kavkaz". Stalin và Kamo lớn lên cùng nhau, và Stalin là người thuyết phục Kamo theo chủ nghĩa Marx.
Sau cuộc họp tháng 4, Stalin và Litvinov tới Tiflis để báo cho Kamo và dàn xếp vụ cướp. Theo nhà sử học Roman Brackma, trong thời gian Stalin làm việc với nhóm Bolshevik để tổ chức các phi vụ bất hợp pháp, ông cũng là người bắn thông tin cho sở cảnh sát mật của Nga hoàng Okhrana. Brackman khẳng định rằng một khi nhóm này đến Tiflis, Stalin đã tiết lộ hành tung của họ cho một đối tác Okhrana, Sĩ quan Mukhtarov, và hứa hẹn rằng sẽ có thêm nhiều thông tin mới .
Tại Tiflis, Stalin bắt đầu lên kế hoạch tỉ mỉ hơn cho vụ cướp. Ông liên lạc với hai nhân vật có kiến thức về tổ chức hoạt động bên trong của Ngân hàng Nhà nước: một nhân viên tên là Gigo Kasradze và một người bạn cũ cùng trường của Stalin là Voznesensky làm việc tại văn phòng bưu cục ngân hàng Tiflis. Voznesensky về sau khai rằng ông giúp đỡ băng cướp vì ngưỡng mộ các bài thơ của Stalin. Voznesensky biết về lịch trình bí mật của chuyến chuyển tiền trên cỗ xe ngựa stagecoach tới chi nhánh Tiflis của Ngân hàng Nhà nước, báo tin cho Stalin rằng ngân hàng sẽ nhận được một lô tiền khổng lồ vào ngày 26 tháng 6 năm 1907.
Krasin giúp chế tạo các quả bom được dùng trong vụ tấn công. Băng nhóm của Kamo tuồn bom vào Tiflis bằng cách giấu chúng trong một chiếc ghế sofa. Chỉ vài tuần trước đó, Kamo vô tình kích nổ một quả bom của Krasin khi đang cố gắng ghép ngòi. Vụ nổ khiến Kamo bị thương nặng ở mắt, in hằn trên mặt hắn một vết sẹo. Kamo phải nằm liệt giường suốt một tháng, và chưa hồi phục hoàn toàn vào thời điểm thực hiện vụ cướp.

## Ngày xảy ra vụ cướp

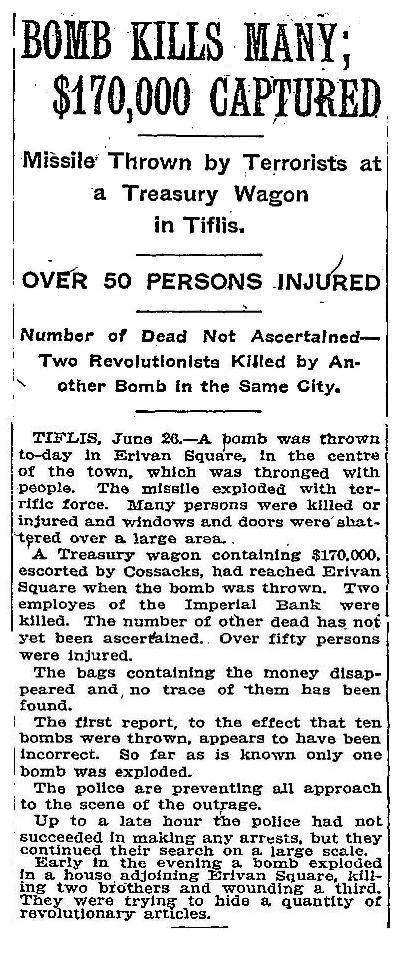
Bài đăng ngày 27 tháng 6 năm 1907 trên tờ New York Times.

Vào ngày xảy ra vụ cướp, tức ngày 26 tháng 6 năm 1907, 20 người dàn xếp, trong đó có Stalin, đã gặp mặt tại Quảng trường Erivansky (nằm cách chủng viện, ngân hàng và cung điện phó vương khoảng 2 phút đường bộ) để thống nhất về phương án hành động, rồi ai nấy nhanh chóng tiến vào vị trí chuẩn bị. Chính quyền Nga biết rằng các nhà cách mạng đang toan tính một sự kiện lớn tại Tiflis, và đã tăng cường an ninh quanh khu vực quảng trường; ngay trước vụ cướp, họ nhận được tin tình báo và đang canh gác tất cả các góc của Quảng trường Erivansky.
Các thành viên trong băng đản mặc thường phục của nông dân, đứng đợi ở các góc phố với súng ngắn ổ quay và lựu đạn sẵn trong tay. Kamo cải trang thành một đại úy kị binh và tới quảng trường bằng một chiếc phaeton ngựa kéo.
Những kẻ chủ mưu đã chiếm dụng tửu quán Tilipuchuri đối diện Quảng trường từ trước để phục vụ vụ cướp. Một nhân chứng tên là David Sagirashvili thuật lại rằng trong lúc ông đi vào Quảng trường Erivansky, một người bạn tên là Bachua Kupriashvili, người hóa ra lại là một tên cướp, đã mời ông vào quán và yêu cầu ông ở yên đó. Sagirashvili nhận ra rằng những người bên trong có vũ trang và họ không cho phép ai đi ra ngoài. Khi nhận được tin báo chiếc stagecoach chở tiền đang tiến vào quảng trường, nhóm người có vũ trang nhanh chóng rời khỏi quán rượu.
Chi nhánh Tiflis thuộc Ngân hàng Nhà nước Đế quốc Nga di chuyển tiền giữa bưu cục và Ngân hàng Nhà nước bằng các xe stagecoach ngựa kéo. Bên trong một chiếc stagecoach chở tiền gồm có hai lính canh cầm súng trường, một nhân viên thu ngân, và một nhân viên kế toán. Cỗ stagecoach được theo sau bởi một cỗ phaeton chở đầy binh sĩ, ngoài ra còn có các kị sĩ cossack bao bọc tứ phía hai cỗ xe.

### Cuộc tấn công

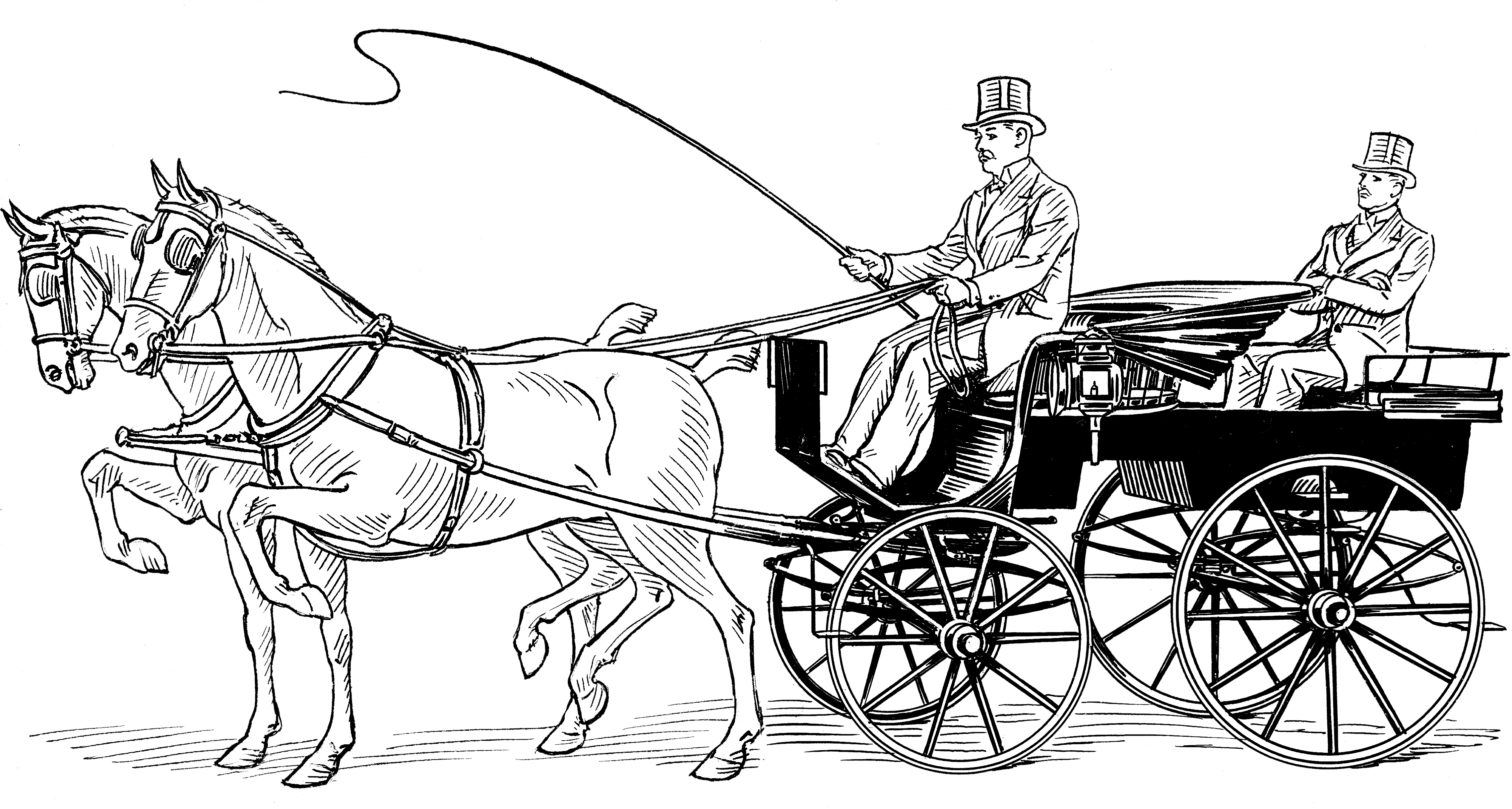
Một cỗ phaeton điển hình, như được sử dụng trong vụ cướp

Cỗ stagecoach đi qua quảng trường tấp nập bóng người vào tầm 10:30 sáng. Kupriashvili ra tín hiệu để những kẻ cướp ném lựu đạn vào cỗ xe, giết chết được nhiều binh sĩ và ngựa, rồi bắt đầu nã súng vào lính gác cỗ stagecoach và quảng trường. Bom được ném khắp tứ phía. Tờ Isari của Gruzia báo cáo rằng: "Chẳng ai biết được [tiếng động] của vụ bắn súng tồi tệ là từ tiếng nổ của pháo hay từ tiếng nổ của bom ... Tiếng động khiến ai cũng hoảng hồn ... mọi người bắt đầu chạy tán loạn ở hầu khắp thành phố. Xe ngựa bỏ chạy đi hết". Vụ nổ mạnh đến nỗi làm xiêu vẹo các ống khói và phá vỡ các tấm kính trong cự li một dặm. Ekaterina Svanidze, vợ của Stalin, lúc ấy đang đứng trên ban công nhà gần quảng trường cùng gia đình và con nhỏ. Họ sợ hãi vội chạy vào nhà khi nghe thấy tiếng nổ lớn.
Một trong những con ngựa chấn thương buộc vào chiếc stagecoach đã cố chạy thoát và kéo theo cả cỗ xe; khiến Kupriashvili, Kamo, và một kẻ cướp khác tên là Datiko Chibriashvili phải đuổi bắt nó. Kupriashvili ném lựu đạn làm nổ banh chân con ngựa, song bản thân hắn bị ngã nhào xuống đất và ngất lịm. Kupriashvili tỉnh lại kịp thời và trốn thoát trước khi cảnh sát cùng binh lính chi viện tới được quảng trường. Chibriashvili lấy túi tiền từ chiếc stagecoach còn Kamo tiến tới trên ngựa đồng thời tiếp tục nã súng. Hai người họ cùng một kẻ cướp nữa ném tiền lên cỗ phaeton của Kamo. Do thời gian gấp gáp, họ đành bỏ lại 20.000 rúp, một phần số tiền bị lấy vụng bởi người lái cỗ stagecoach về sau bị bắt vì tội trộm cắp.

### Trốn thoát và hậu quả

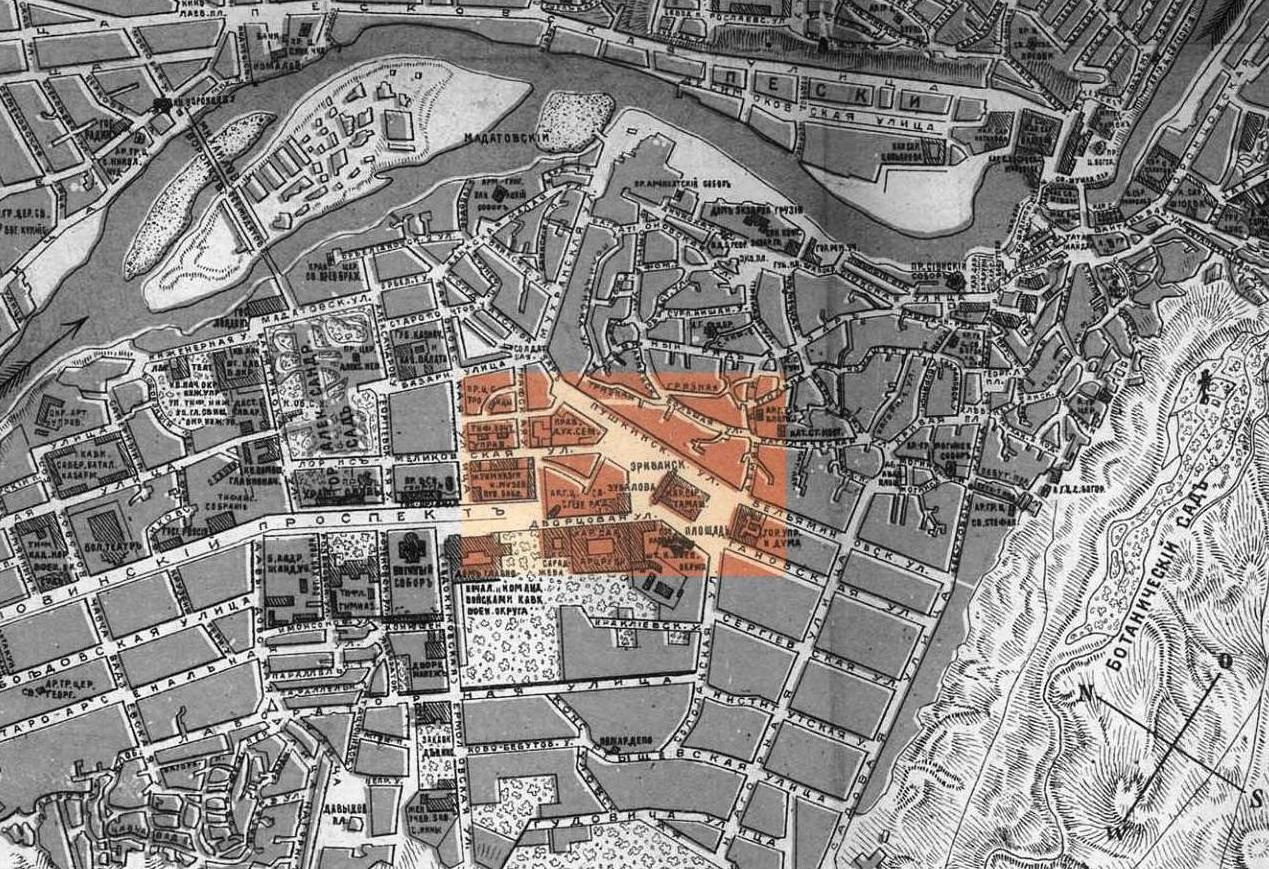
Bản đồ Tiflis năm 1913, với Quảng trường Erivansky và các tuyến phố lân cận được tô đậm

Sau khi có được số tiền, Kamo nhanh chóng phi ngựa ra khỏi quảng trường; chạm mặt một cỗ xe cảnh sát, hắn giả vờ làm đại úy kị sĩ và hô lớn "Số tiền đã an toàn. Khẩn trương ra quảng trường." Viên cảnh sát tuân lệnh, tận về sau mới biết mình đã mắc lừa một tên trộm. Kamo chạy tới bản doanh của băng cướp để thay quần áo. Tất cả các kẻ cướp phân tán, và không ai bị bắt cả.
Tên cướp Eliso Lominadze trộm một bộ đồng phục giáo viên để cải trang và quay lại quảng trường, chứng kiến hậu quả của vụ cướp. 50 người bị thương nằm trên quảng trường cùng người chết và ngựa chết la liệt xung quanh. Chính quyền tuyên bố chỉ có ba người thiệt mạng, song tư liệu trong kho lưu trữ Okhrana tiết lộ con số là tầm 40 người.
Ngân hàng Nhà nước không rõ số tiền bị đánh cắp, song ước tính vào tầm 341.000 rúp, có giá trị tương đương 3.4 triệu đô la Mỹ vào năm 2008.

### Vai trò của Stalin

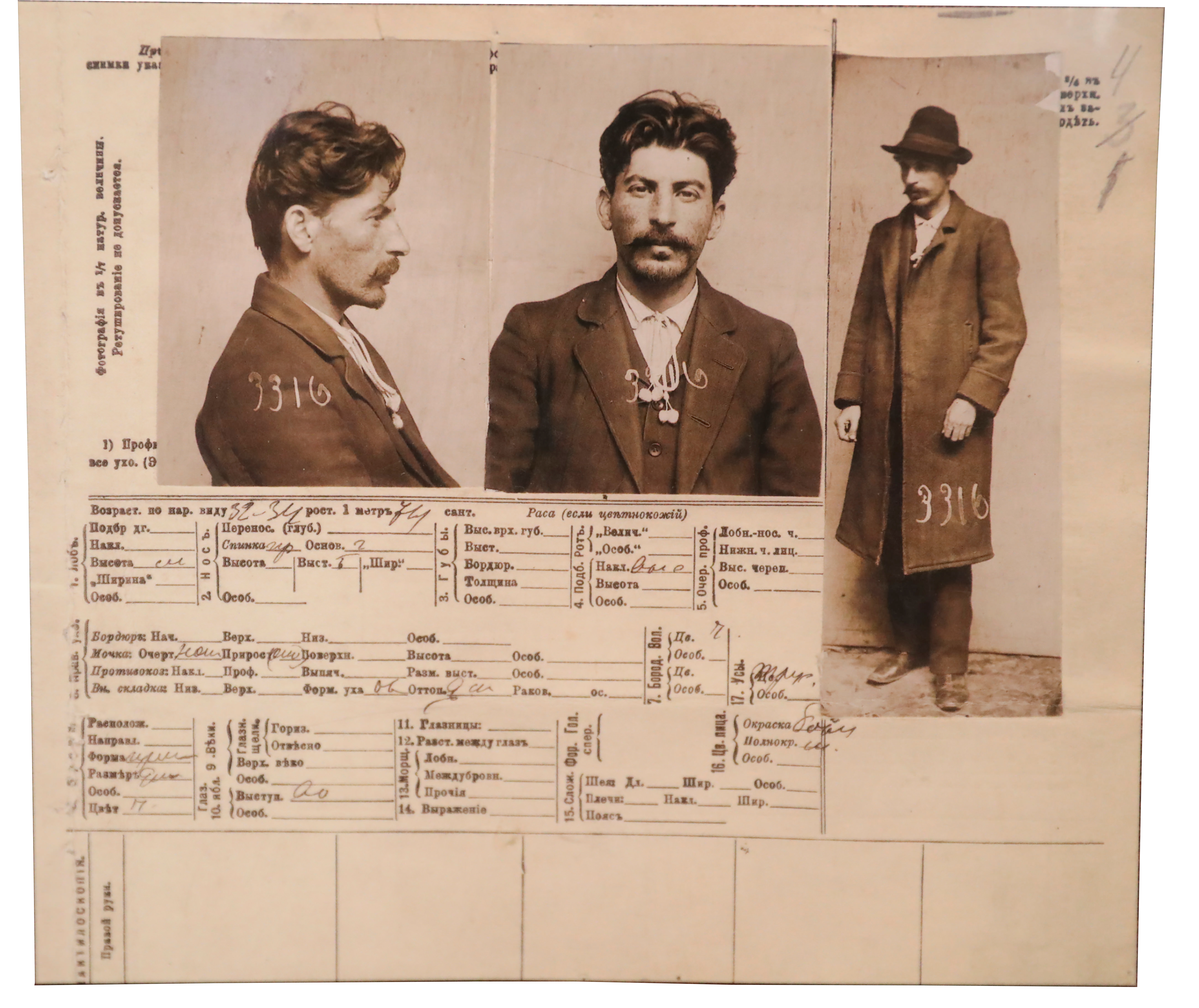
Thẻ thông tin "I. V. Stalin" trích từ hồ sơ của mật cảnh Sa hoàng tại Saint Petersburg, 1911

## Phản ứng và điều tra

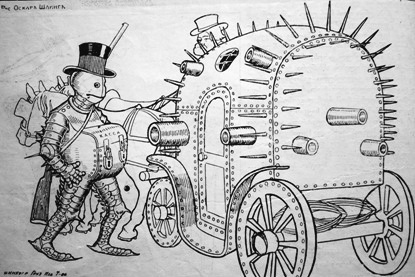
"Dụng cụ cần thiết để chuyển tiền", tranh biếm họa của Oscar Schmerling từ một tờ báo Gruzia, 1906

Vụ cướp xuất hiện trên mặt báo khắp thế giới: "Rain of Bombs: Revolutionaries Hurl Destruction among Large Crowds of People" [Mưa bom: Các nhà cách mạng ném sự hủy diệt vào đám đông] trên tờ Daily Mirror và "Tiflis Bomb Outrage" [Phẫn nộ vụ đánh bom Tiflis] trên tờ The Times của London, "Catastrophe!" [Thảm họa!] trên tờ Le Temps của Paris, và "Bomb Kills Many; $170,000 Captured" [Bom giết nhiều người: $170.000 bị đánh cắp] trên tờ The New York Times.
Chính quyền đã huy động quân đội, chặn đường, và bao vây quảng trường với hy vọng lấy lại số tiền và bắt những tên tội phạm. Một đơn vị điều tra đặc biệt được ủy thác để dẫn dắt nỗ lực truy tìm của cảnh sát. Không may thay, lời khai của các nhân chứng mâu thuẫn và rối rắm, khiến chính quyền không thể đi tới kết luận nào. Đảng Xã hội chủ nghĩa Ba Lan, người Armenia, những người vô chính phủ, Đảng Cách mạng - Xã hội chủ nghĩa, và ngay cả Nhà nước Nga bị đổ tội.

## Di chuyển số tiền và bắt giữ Kamo
Số tiền từ vụ cướp ban đầu được tàng trữ ở nhà những người bạn của Stalin tại Tiflis, Mikha và Maro Bochoridze. Tiền được khâu thành một cái thảm để tiện cho việc di chuyển và cất giấu cho khỏi đáng nghi. Cái thảm được di chuyển tới một địa điểm an toàn, rồi được đặt trên ghế giám đốc của Đài Quan sát Khí tượng Tiflis, sở dĩ bởi Stalin có lẽ đã từng làm việc ở đó. Một số nguồn khẳng định đích thân Stalin giúp đưa số tiền tới đài quan sát. Giám đốc nơi này về sau khai rằng ông ta không biết số tiền đó được giấu ngay dưới mũi ông.
Phần lớn số tiền sau đó được Kamo vận chuyển đến chỗ Lenin ở Phần Lan, bấy giờ thuộc Đế quốc Nga. Kamo dành những tháng mùa hè còn lại ở dacha của Lenin. Mùa thu năm đó, Kamo đi Paris, rồi sang Bỉ để mua súng và đạn dược, sau đó tới Bulgaria để mua 200 thiết bị kích nổ. Tiếp theo hắn tới Berlin và gửi thư từ Lenin cho một bác sĩ Bolshevik tên là Yakov Zhitomirsky, trong đó Lenin thay mặt Kamo hỏi hộ vị bác sĩ chữa trị mắt cho hắn, lúc ấy vẫn chưa lành lại từ vụ tai nạn. Lenin không biết rằng Zhitomirsky thực chất đang làm việc bí mật cho cơ quan Okhrana của chính quyền Nga, khiến Kamo lọt vào tay cảnh sát. Trong quá trình lục soát hắn, cảnh sát tìm được một tấm hộ chiếu Áo giả và một chiếc vali chứa đầy thiết bị kích nổ, hòng thực hiện một phi vụ trộm khác.

## Nỗ lực đổi số tiền bị đánh dấu

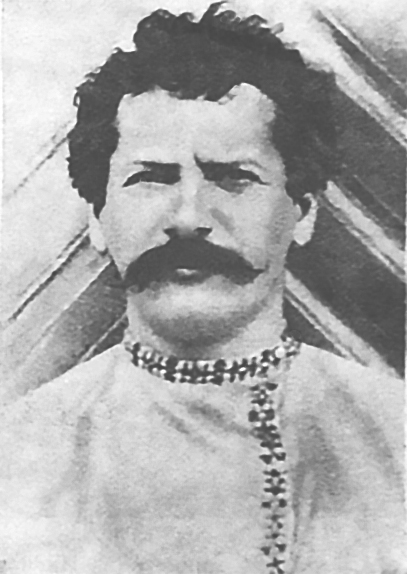
Chân dung Maxim Litvinov năm 1902

Khi hay tin Kamo bị bắt, Lenin lo sợ bị liên lụy, bèn chạy khỏi Phần Lan cùng vợ. Để tránh bị lần dấu, Lenin đi bộ 5 km (3 mi) qua một hồ đóng băng vào buổi đêm để bắt chuyến tàu hơi nước ở hòn đảo bên cạnh. Lenin và hai người nông dân hộ tống ông suýt chết đuối do lớp băng dưới chân họ vỡ tan; Lenin sau này kể lại rằng đó sẽ là một "cái chết thật quá lãng xẹt" nếu thành hiện thực. Lenin và vợ sang Thụy Sĩ để lánh nạn.
Những tờ tiền không bị đánh dấu từ vụ cướp có thể được trao đổi dễ dàng, song số sê-ri của các tờ mệnh giá 500-rúp có thể bị chính quyền nhận diện ngay lập tức nếu trao đổi ở các ngân hàng Nga. Cuối năm 1907, Lenin quyết định đổi các tờ 500-rúp ở nước ngoài. Krasin yêu cầu người rửa tiền của ông đánh giả các số sê-ri. Hai trăm tờ tiền như vậy đã được chuyển ra ngoại quốc bởi Martyn Lyadov (chúng được khâu vào áo vét của ông bởi vợ của Lenin và Bogdanov tại Kuokkala). Kế hoạch của Lenin là để nhiều cá nhân trao đổi cùng một lúc các tờ 500-rúp này ở khắp các ngân hàng châu Âu. Zhitomirsky nghe ngóng được tin này bèn báo cho Okhrana. Cơ quan này liền loan tin tới các sở cảnh sát khắp châu Âu bắt giữ những ai định đổi số tiền đó.
Tháng 1 năm 1908, rất nhiều cá nhân đã bị bắt khi đang đổi số tiền bị đánh dấu. The New York Times báo cáo rằng một người phụ nữ bị bắt khi đang đổi tờ tiền 500-rúp đã cố gắng nuốt bằng chứng về kế hoạch gặp đồng lõa sau khi cảnh sát được triệu đến; cảnh sát ngăn chặn hành động đó bằng cách bóp cổ cô ta, rút ra tờ giấy ghi địa điểm gặp mặt, rồi tóm gọn luôn tên đồng phạm tại một nhà ga. Nổi bật nhất trong những vụ tai tiếng đó là Maxim Litvinov; ông bị bắt khi đang lên tàu cùng tình nhân tại Gare du Nord ở Paris và đem theo 12 tờ 500-rúp với ý định đổi chúng ở London. Bộ trưởng Công lý của Pháp trục xuất Litvinov và tình nhân của ông ta, làm phật lòng chính quyền Nga do trước đó họ đã yêu cầu dẫn độ tên tội phạm về nước xét xử. Chính quyền Pháp đáp rằng lời đề nghị được gửi đi quá muộn; song theo một số nguồn, nguyên nhân thực sự là những người xã hội chủ nghĩa Pháp đã gây sức ép lên chính quyền để bảo đảm Litvinov được trả tự do.
Nadezhda Krupskaya, vợ của Lenin, có thuật lại sự kiện trong hồi ký như sau:
Số tiền lấy được từ vụ cướp Tiflis được bàn giao cho những người Bolshevik với mục đích làm cách mạng. Nhưng số tiền lại chẳng thể được sử dụng. Chúng đều có mệnh giá 500-rúp, nên phải đổi mới dùng được. Điều này không thể thực hiện được ở Nga, do các ngân hàng đều có danh mục số của các tờ tiền ...Chúng tôi cần gấp số tiền. Và vì vậy một số đồng chí đã thử đổi số tiền 500-rúp cùng lúc ở các thị trấn ở ngoại quốc, chỉ vài ngày sau khi chúng tôi tới ... Zhitomirsky đã cảnh báo cảnh sát về kế hoạch đổi các tờ tiền, và những người liên can đều bị bắt. Một hành viên của nhóm Zurich, một người Lett, bị bắt ở Stockholm, và Olga Ravich, một thành viên của nhóm Geneva, gần đây mới quay về Nga, bị bắt ở Munich cùng Bogdassarian và Khojamirian. Nikolai Semashko bị bắt ở Geneva sau khi một bưu thiếp gửi cho người bạn của ông được chuyển về nhà riêng.

## Hậu quả

### Danh tiếng Bolshevik
Ngoài Kamo ra, không một kẻ chủ mưu nào khác bị đưa ra xét xử, và ban đầu cũng ít ai biết thủ phạm đứng sau vụ cướp; song sau khi Kamo bị bắt, Litvinov và đồng lõa, cũng như sự nhúng tay của phái Bolshevik đã trở nên rõ rành. Phái Menshevik cảm thấy bị phản bội; vụ cướp đã chứng minh Trung tâm Bolshevik hoạt động độc lập khỏi Ủy ban Trung ương Đảng và thực hiện các hành vi vi phạm quy tắc được đề ra ở đại hội. Thủ lĩnh phái Menshevik, Georgi Plekhanov, kêu gọi cự tuyệt phái Bolshevik. Đồng môn của Plekhanov, Julius Martov, phát biểu rằng Trung tâm Bolshevik vừa là một băng đảng tội phạm vừa là một phe phái bí mật bên trong nội bộ ủy ban trung ương. Ủy ban Tiflis của đảng này khai trừ Stalin cùng nhiều thành viên có liên can đến vụ tai tiếng. Cuộc điều tra của đảng đối với mức độ vi phạm của Lenin bị những người Bolshevik ngăn cản.
Vụ cướp đã bôi bẩn danh tiếng của Bolshevik ở Gruzia và khiến cho các thành viên Bolshevik ở Tiflis mất đi lãnh đạo. Sau khi người vợ Ekaterina Svanidze qua đời vào tháng 11 năm 1907, Stalin hiếm khi trở về Tiflis. Những người Bolshevik khác ở Gruzia, chẳng hạn như Mikhail Tskhakaya và Filipp Makharadze, hầu hết đều vắng bóng ở Gruzia sau năm 1907. Một người Bolshevik Tiflis nổi bật khác, Stepan Shahumyan, chuyển tới sống ở Baku. Danh tiếng Bolshevik ở Tiflis cứ thể giảm, và tới năm 1911, chỉ còn 100 người Bolshevik sinh sống trong thành phố.
Vụ cướp cũng khiến phái Bolshevik trở nên ít có uy tín hơn trong mắt các nhóm dân chủ xã hội. Mong muốn tránh xa vụ cướp của Lenin có lẽ là một trong những động cơ khiến ông chia tách với Bogdanov và Krasin. Stalin cũng xa lánh băng đản của Kamo và chưa bao giờ công bố sự tiếp tay của ông trong vụ việc đó.